# Grzegorz Średziński
Grzegorz Średziński (ur. 1946 w Cichem) – polski samorządowiec, burmistrz Dusznik-Zdroju w latach 1994–2002 i 2006–2010.

## Życiorys
Urodził się w Cichem, potem z rodzicami zamieszkał w Mikołajkach. W 1948 wraz z rodzicami przeniósł się do Wrocławia, gdzie uczęszczał do szkoły podstawowej i X Liceum Ogólnokształcącego im. Stefanii Sempołowskiej Po uzyskaniu matury w 1964 podjął studia na Wydziale Mechanicznym Politechniki Wrocławskiej, które ukończył w 1970.
W 1970 przeprowadził się do Dusznik Zdroju, gdzie podjął pracę w Zakładach Elektrotechniki Motoryzacyjnej („Polmo” ZEM) jako technolog, a następnie zastępca głównego technologa i kierownika wydziału, szefa biura dyrektora.
W latach 1974–1990 był radnym Miejskiej Rady Narodowej, gdzie pełnił funkcję jej przewodniczącego i zastępcy przewodniczącego.
W latach 1994–2002 był burmistrzem miasta. W 2002 ubiegał się ponownie o to stanowisko, przegrywając jednak w II turze z Bolesławem Krawczykiem, stosunkiem głosów 45% do 55%. W tym czasie pracował jako dyrektor biura w Międzygminnym Związku Celowym w Kłodzku.
W 2006 ponownie został wybrany na stanowisko burmistrza, pokonując w II turze Edwarda Węglarza. W 2010 nie ubiegał się o stanowisko burmistrza. Brał udział w wyborach do Rady Miasta, jednak nie uzyskał mandatu.